# Kyle (Dakota del Sud)
Kyle (lakota: phežúta ȟaká; "medicina ramificada") és una concentració de població designada pel cens dels Estats Units a l'estat de Dakota del Sud. Segons el cens del 2000 tenia 970 habitants.

## Demografia
Segons el cens del 2000, Kyle tenia 970 habitants, 205 habitatges, i 168 famílies. La densitat de població era de 185,4 habitants per km².
Dels 205 habitatges en un 53,7% hi vivien nens de menys de 18 anys, en un 36,6% hi vivien parelles casades, en un 34,1% dones solteres, i en un 17,6% no eren unitats familiars. En el 13,7% dels habitatges hi vivien persones soles l'1% de les quals corresponia a persones de 65 anys o més que vivien soles. El nombre mitjà de persones vivint en cada habitatge era de 4,46 i el nombre mitjà de persones que vivien en cada família era de 4,88.
Per edats la població es repartia de la següent manera: un 45,4% tenia menys de 18 anys, un 9,9% entre 18 i 24, un 29,4% entre 25 i 44, un 11,5% de 45 a 60 i un 3,8% 65 anys o més.
L'edat mediana era de 21 anys. Per cada 100 dones de 18 o més anys hi havia 105,4 homes.
La renda mediana per habitatge era de 26.750 $ i la renda mediana per família de 27.000 $. Els homes tenien una renda mediana de 21.953 $ mentre que les dones 13.710 $. La renda per capita de la població era de 7.415 $. Entorn del 42,1% de les famílies i el 35,7% de la població estaven per davall del llindar de pobresa.

## Poblacions més properes
El següent diagrama mostra les poblacions més properes.